# Käte Jaenicke
Käte Jaenicke (Danzica, 22 marzo 1923 – Monaco di Baviera, 1º novembre 2002) è stata un'attrice tedesca.

## Biografia
Nata a Danzica a 18 anni iniziò a studiare recitazione e nel 1941 ebbe il suo primo ruolo al teatro di Gießen. Dagli inizi degli anni '50 venne ingaggiata da Fritz Rémond, a Frankfurt am Main al Kleinem Theater am Zoo (oggi Fritz Rémond Theater). Più tardi lavorò anche a Berlino (Theater am Kurfürstendamm, Hebbel-Theater così come nel 1964 assieme a Joachim Kemmer e Dieter Kursawe in Die Wühlmäuse) e con Erwin Piscator e Rudolf Noelte.
Come doppiatrice ha dato la voce a Carol Burnett, Angela Lansbury, Edie Adams, Glynis Johns, Elsa Lanchester, Patricia Hitchcock, Giulietta Masina.
Dalla relazione avuta con Aras Ören è nata Anja Jaenicke.
Käte Jaenicke è morta in una residenza per anziani di Monaco all'età di 79 anni. È sepolta al Münchener Ostfriedhof.

## Filmografia parziale
- 1959: Das blaue Meer und Du
- 1959: Der letzte Fußgänger
- 1959: Marili
- 1960: Willy, der Privatdetektiv
- 1960: Ich schwöre und gelobe
- 1960: Die Firma Hesselbach
- 1961: Unser Haus in Kamerun
- 1961: Davon träumen alle Mädchen
- 1961: Heute gehn wir bummeln
- 1962: Tunnel 28
- 1962: Alle meine Tiere
- 1965: Seraphine oder Die wundersame Geschichte der Tante Flora
- 1965: Gewagtes Spiel – Das Geheimnis von Scheferloh
- 1965–1966: Unser Pauker (TV-Serie)
- 1966: Brille und Bombe: Bei uns liegen Sie richtig!
- 1966: Sie schreiben mit – Der Unterschied
- 1968: Das Kriminalmuseum – Die Postanweisung
- 1968: Der Unfall
- 1970: Wir – zwei
- 1970: Das kann doch unsren Willi nicht erschüttern
- 1970: Mord im Pfarrhaus
- 1971: Drüben bei Lehmanns – Besuch aus dem Süden
- 1971: Doppelgänger
- 1972: Kleinstadtbahnhof
- 1973: Neues vom Kleinstadtbahnhof
- 1973: Lokaltermin: Der Pechvogel (Fernsehserie)
- 1974: Am Weg
- 1975–1991: L'ispettore Derrick (11 ep.)
- 1978: Holocaust – Die Geschichte der Familie Weiss
- 1978: Drei Damen vom Grill
- 1979: Jauche und Levkojen
- 1979: Nachbarn und andere nette Menschen
- 1979: Die Blechtrommel
- 1980: Nirgendwo ist Poenichen
- 1980–1986: Der Alte (6 ep.)
- 1981–1988: Polizeiinspektion 1 (5 ep.)
- 1982: Tatort: Wat Recht is, mutt Recht bliewen
- 1984: Abschied in Berlin
- 1985: Bittere Ernte
- 1988: Un caso per due – Man lebt nur einmal
- 1989: Gummibärchen küßt man nicht
- 1989–1990: Spreepiraten
- 1992: Die große Freiheit

## Audiolibri parziale
- 1950: Anton Schnack: Mittsommernacht – Regia: Peter Tiedemann (BR)
- 1954: Peter Hacks: Tiere sind auch Menschen. Neue Fabel (Grille) – Regia: Walter Knaus (SDR)
- 1958: Dieter Meichsner: Auf der Strecke nach D. – Regia: Curt Goetz-Pflug (Hörspiel – SFB)
- 1963: Hans Kasper: Die Flöte von Jericho (Frau Manchon) – Regie: Wolfgang Spier (RIAS Berlin)
- 1971: Peter Stripp: Urlaub Regia:Volker Kühn (SFB)
- 1991: Celia Fremlin: Seereise (Lorna) – Regia: Marina Dietz (BR)